# Ethmia pusiella
Ethmia pusiella is een vlinder uit de familie van de grasmineermotten (Elachistidae). De spanwijdte is 19 tot 20 millimeter. De soort komt verspreid over Europa en het aangrenzende deel van Azië voor. In Nederland en België komt hij echter niet voor.

## Waardplanten
De vlinder heeft gevlekt longkruid en glad parelzaad als waardplanten.